# 조니 킴
조니 킴(Jonathan Yong "Jonny" Kim, 1984~)는 미국의 군인, 의사, 우주비행사이다.

## 상세
1980년대 미국으로 이민 온 가족에서 태어난 한국계 미국인이며, 캘리포니아 주 로스앤젤레스에서 나고 자랐다. 조니 킴은 미국 해군 전투 의무병으로 자원 입대하였으며, 수료 이후 네이비 실에 지원하여 수료하였다. 이라크 전쟁에 참전한 경력이 있으며, 전투 의무병, 저격수 등으로 활동하며 동성훈장 및 은성훈장을 받았다. 2009년에 샌디에이고 대학교에 입학하였고, 2016년에 하버드 의학전문대학원을 석사로 졸업하였다. 이후 미국 항공 우주국에서 우주비행사 모집에 지원하여 18,000:1의 경쟁률을 뚫고 우주비행사가 되는 것에 성공하였다.